# Michail Michailowitsch Galaktionow
Michail Michailowitsch Galaktionow (russisch Михаил Михайлович Галактионов; * 21. Mai 1984 in Moskau) ist ein russischer Fußballtrainer.

## Karriere
Galaktionow arbeitete zwischen 2007 und 2014 als Jugendtrainer beim FK Dynamo Moskau. Im Mai 2014 wechselte er zum russischen Verband und übernahm zunächst die U-16-Nationalmannschaft. Zur Saison 2014/15 übernahm er dann die U-17-Auswahl. Mit dem Jahrgang 1998 qualifizierte er sich für die EM 2015, bei der Russland das Halbfinale erreichte. Dadurch qualifizierte sich das Team auch für die WM im selben Jahr. Dort schied Russland im Achtelfinale aus.
Nach der WM betreute er den Jahrgang ab 2015 als U-18- und anschließend ab 2016 als U-19-Team weiter. Nachdem sein Team die Qualifikation für die EM 2017 früh verpasst hatte, beendete er seine Arbeit mit dem Jahrgang 1998 und wurde im Januar 2017 U-18-Trainer beim Jahrgang 1999.
Im Sommer 2017 verließ er den Verband nach drei Jahren wieder und wurde Co-Trainer von Oleg Kononow bei Achmat Grosny. Nach dem Rücktritt Kononows im Oktober 2017 wurde Galaktionow zunächst Interimstrainer und dann im Dezember 2017 zum Cheftrainer befördert. Nachdem die Tschetschenen in den ersten vier Spielen im Frühjahr sieglos geblieben waren, trat auch er von seinem Amt im April 2018 zurück.
Anschließend kehrte Galaktionow im Mai 2018 zum russischen Verband zurück und übernahm zunächst die U-20-Auswahl des Jahrgangs 1999. Im Dezember 2018 wurde er dann zum U-21-Trainer der Jahrgänge 1998 und 1999 befördert. Mit diesen schaffte er die Qualifikation für die EM 2021, beim Turnier schied Russland aber in der Vorrunde aus. Danach blieb er U-21-Trainer für die Jahrgänge 2000 und 2001 und ab 2022 der Jahrgänge 2002 und 2003.
Da die russischen Auswahlen aufgrund des Krieges in der Ukraine ab Februar 2022 von internationalen Pflichtspielen ausgeschlossen waren, konnte er sich auch wieder dem Klubfußball widmen. Zur Saison 2022/23 wurde Galaktionow zusätzlich Cheftrainer des FK Nischni Nowgorod. Zur Winterpause belegte Nischni Nowgorod unter seiner Führung den zwölften Rang. Im November 2022 wechselte er innerhalb der Premjer-Liga zu Lokomotive Moskau. Der Traditionsklub lag zu seiner Amtsübernahme stark abstiegsgefährdet auf Rang 14.